# Polyblastia australis
Polyblastia australis är en lavart som beskrevs av P. M. McCarthy. Polyblastia australis ingår i släktet Polyblastia och familjen Verrucariaceae.   Inga underarter finns listade i Catalogue of Life.